# ラブジョイ・ファウンテン・パーク
ラブジョイ・ファウンテン・パーク （英語：Lovejoy Fountain Park、またはラブジョイプラザ ）は、アメリカ合衆国 オレゴン州 ポートランドのダウンタウンにある都市広場公園。

## 概要
1966年に完成したこの広場公園は、アメリカのランドスケープアーキテクト、 ローレンス・ハルプリンによって設計された。この公園は、ハルプリンが設計したSouth Auditorium District都市再生地区にある一連の噴水と広場の中で最初の公園にあたる。   公園のコンクリートの輪郭は、 ケラー・ファウンテン・パークを含む他の公園とつながる並木道の歩行者天国に囲まれている。   またこの公園はポートランドの町で最初の土地所有者の一人であるアサ・ラブジョイにちなんで名付けられた。 
噴水に加えて、公園はまたハルプリンの協働者でしられるアメリカ人建築家チャールズ・ムーア(Charles Willard Moore)によって設計された大きな銅で覆われたパビリオンを備えている。 
ライフマガジンは、開館後間もなく、公園を「湿った乾いたきらびやかで静的な移植された荒野の一片」と表現した3ページの写真付きMid-City Mountain Streamを発表。 
Halprin Landscape Conservancyは、2001年に「ラブジョイ・プラザ、アイラ・ケラー・ファウンテン(Ira Keller Fountain) およびペティグローブ・パーク(Pettygrove Park) （ハルプリン作品の傑作の1つと考えられているアンサンブル）を強化し、保護する」ために設立された。 